# Cristina Montt
Cristina Martinez Montt (Talcahuano, Región del Biobío, 10 de mayo de 1895-Hollywood, California, 17 de abril de 1969), más conocida como Cristina Montt, fue una estrella chilena del cine mudo y de las primeras películas de sonido, que hizo su carrera en Estados Unidos.

## Primeros años de vida
Nació en Chile en 1895 dentro de la bien conocida familia política Montt. Sus padres fueron Ramón Segundo Martínez Alegría y Emilia Montt Salamanca, fue la menor de cuatro hermanos, siendo hermana del político Julio Eduardo Martínez Montt. Su tío abuelo Manuel Montt fue dos veces presidente de Chile. Otros dos tíos también fueron presidentes de la nación sudamericana. 
Cristina se trasladó a Los Ángeles y llegaría a hacer amistad con los grandes nombres en la industria de la filmográfica de su tiempo. Apareció por primera vez en películas en Estados Unidos en 1924. Actuó en aproximadamente en 10 películas entre 1924 y 1938. En la mayoría sus roles eran muy pequeños.
El 5 de julio de 1927, anunció su compromiso con Mario Morano. Él también era de una familia aristocrática de América del Sur y trabajó en la industria cinematográfica. Su romance comenzó en Hollywood. El nombre real de Morano era Mario Albuquerque De Maranhoa. Era hijo de un jurista brasileño. Morano llegó a los EE. UU. a principios de 1927 después de servir en el servicio diplomático de Brasil. Los planes de la boda fueron cancelados apenas unos meses después, en agosto. Cristina decía que su temperamento latino no hacía aconsejable su matrimonio.

## Carrera
Trabajó para la First National Pictures. Su carrera cinematográfica se prolongó hasta finales de la década de 1930. Interpretó a la Infanta de España en The Sea Hawk (1924) de Frank Lloyd, y a la "Señorita González" en Rose of the Golden West, con Mary Astor. Sus últimas interpretaciones fueron "Suzie" de Sam Wood en Madam X (1937), y como no acreditada en I'll Give A Million (1938) y Suez (1938).
Fue la voz del personaje de la Bruja en el primer doblaje latinoamericano de la película animada Blancanieves y los siete enanitos (1938) de Disney. El doblaje se llevó a cabo en Los Ángeles.

## Años posteriores
El 27 de agosto de 1927, el compromiso de Cristina Montt y Mario Marano, ambos pertenecientes a importantes familias de Sudamérica, se rompió. Montt señaló que el temperamento de ambos hacía que un posible matrimonio entre ellos fuese desaconsejable.
En julio de 1928 Christina Montt colaboró junto a Al Jolson, Carmel Myers, y otros actores en un evento de beneficencia a favor del United Jewish Appeal. Se llevó a cabo en el Breaker's Club de Santa Mónica (California). 
En 1930 contrajo matrimonio con el actor y músico Carlos Asúnsolo (aka Carlos Amor), primo de Dolores del Río, quien falleció en un accidente automovilístico en 1932.
En 1935 enfrentó cargos judiciales en la ciudad de Los Ángeles por conducir en estado de ebriedad. Tras probar que recientemente había sufrido un colapso mental, el juez le dio una condena remitida de 30 días.
Cristina Montt falleció de una falla coronaria en Hollywood, en 1969.

## Filmografía

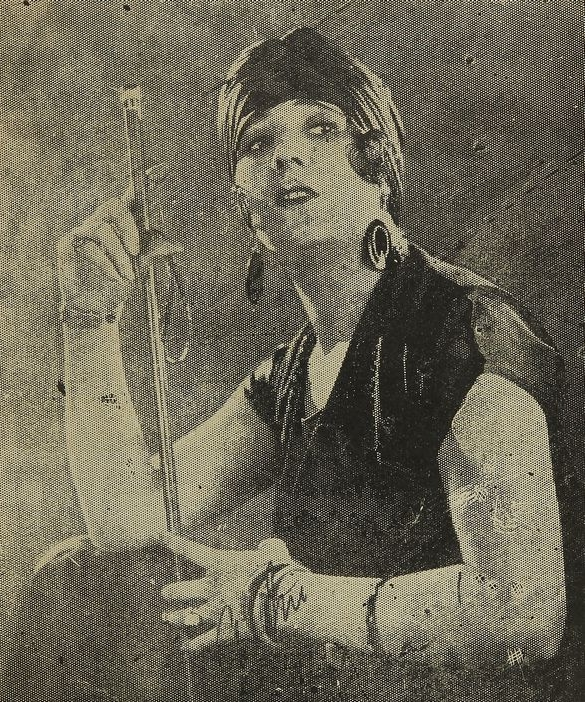
Cristina Montt (1926).

- The Sea Hawk (1924) - La Infanta de España.
- Circe, the Enchantress (también conocida como Circe, 1924) - no acreditada.
- The Fast Set (1924) (no acreditada).
- Rose of the Golden West (1927) - Señorita González.
- El último de los Vargas (1930).
- Alma de gaucho (1930) - Doña Cristina.
- Fifty Fathoms Deep (1931) - Conchita.
- Three on a Honeymoon  (1934) - no acreditada (echadora de cartas en café de Argelia).
- Madame X  (1937) - no acreditada (Suzie).
- I'll Give a Million  (1938) - no acreditada (Streetwalk).
- Suez  (1938) - acreditada (Maid).es
- Blancanieves y los siete enanitos - Bruja (Voz).